# ليسلي (نيويورك)
ليسلي (بالإنجليزية: Lisle, New York)‏ هي بلدة أمريكية تقع في الولايات المتحدة في مقاطعة بروم، نيويورك. يقدر عدد سكانها بـ 2,751 نسمة ومساحتها 121.7 كم2 .

## أعلام
- بيغ بيل إدواردز